# Chaîne fast
Une chaîne fast désigne une chaine Free Ad-supported Streaming Television, en anglais télévision linéaire diffusée uniquement en streaming (donc sur internet), et financée uniquement par la publicité.
Ce modèle serait né en 2014 avec Pluto tv, suivi par Sling TV (en) en 2015.

## Phénomène de streaming
Les chaînes Fast se sont développées en parallèle des plateformes de VOD, offrant la possibilité de création de chaînes de télévision en streaming, en parallèle de la diffusion traditionnelle, pour un coût réduit.
Cette diffusion a pris son essor avec la télévision connectée, les applications permettant la diffusion ainsi de chaînes spécialisées. Leur nombre s'étoffe rapidement. Elles seraient plus de 500 en France en 2023.
L'avantage du fast est de proposer du contenu spécialisé, de niche, sur un thème notamment, une série par exemple, gratuitement. L'avantage, pour les éditeurs, est une plus grande diffusion, sur plus de supports, et un potentiel de publicités et donc de revenus accru.
Techniquement, la diffusion de chaînes fast est de catégorie « service par contournement ».

## Exemples
Les diffuseurs de contenu sont plusieurs à lancer leur propre chaîne fast. On en comptait 77 en septembre 2023, parmi lesquels :
- Pluto tv[9],[10]
- Rakuten TV[11]
- Molotov TV avec ses chaînes Molotov Channels[12]
- The Roku Channel (en)[13]
- TF1+ pour le groupe TF1[14],[15]

- Ardivision pour l'INA[16]
- Allociné[17],[18]
- Google Tv[19]
- Le Figaro Live[20]
- France Tv Séries[21] et Documentaires pour France Télévisions (internet)
- BFM tv[22] et RMC[23]
- France 24[24]
- Fast Media et Backbone media[25]
- Forum TV[Information douteuse]